# Richard L. Kagan
Richard L. Kagan (nascido em 1943) é um historiador norte-americano especializado em história da Europa moderna. Seus estudos dão ênfase especial à Espanha dos Habsburgos.

## Vida
Nascido em 1943, filho de um empresário ucraniano que possuía uma fábrica de arame em Nova Jersey; Kagan, inicialmente com o objetivo de continuar a saga da família no mundo dos negócios, acabou desenvolvendo um interesse pela história; Ele estudou na Universidade de Columbia e recebeu seu doutorado em 1968 na Universidade de Cambridge com a leitura de Educação e o estado em Habsburgo Espanha; sua tese foi supervisionada por John H. Elliot.
Ele é professor do Departamento de História da Universidade Johns Hopkins em Baltimore desde 1972.
Lecionou na Universidade Autónoma de Madrid, na Universidade Complutense de Madrid, na EHESS e no CNRS, ambas em Paris.
Richard Kagan é um especialista em história europeia moderna, que abordou diferentes temas culturais (por exemplo, a história da universidade, a história da cartografia ou do planejamento urbano) e também temas mais literários e artísticos, como é típico do trabalho interdisciplinar de o Johns American Hopkins.

## Obras
- Students and Society in Early Modern Spain (1974)[2][3][4][5]
- Lawsuits and Litigants in Castile, 1500-1700 (1981)[6]
- Lucrecia’s Dreams: Politics and Prophecy in Sixteenth-Century Spain (1990)[7]
- Urban Images of the Hispanic World, 1493-1793 (2000)[8]
- edit. Spanish Cities of the Golden Age (1989)[9]
- edit. Spain, Europe, and the Atlantic World (1995), com Geoffrey Parker[10]
- Spain in America: The Origins of Hispanism in the United States (2002)[11]
- Inquisitorial Inquiries: The Brief Lives of Secret Jews and Other Heretics (2004)[12]
- Atlantic Diasporas: Jews, Conversos and Crypto-Jews, the Age of Mercantilism (2008), com Philip D. Morgan[13]
- Clio and the Crown: The Politics of History in Medieval and Early Modern Spain (2009), Johns Hopkins University Press[14]
- The Chronicler and the Count: Law, Libel and History in the Early Modern Atlantic World, monografia.

## Obras traduzidas para espanhol
- Los cronistas y la corona (2010), Marcial Pons, ISBN 978-84-92820-32-0
- España, Europa y el mundo atlántico: homenaje a John H. Elliott (2001), Marcial Pons, ISBN 978-84-95379-30-6 com Geoffrey Parker
- Imágenes urbanas del mundo hispánico (1493-1780) (1998), Ediciones El Viso, ISBN 978-84-86022-94-5
- Pleitos y pleiteantes en Castilla, 1500-1700 (1991), Junta de Castilla y León, ISBN 978-84-7846-071-7
- El rey recatado: Felipe II, la historia y los cronistas del rey (2004), Universidad de Valladolid, ISBN 978-84-8448-274-1
- Los sueños de Lucrecia: política y profecía en la España del siglo XVI (2004), Editorial Nerea, ISBN 978-84-86763-83-1.
- Universidad y sociedad en la España moderna (1981), Editorial Tecnos, ISBN 978-84-309-0864-6
- Vidas infames: herejes y criptojudíos ante la Inquisición (2010), Editorial Nerea, ISBN 978-84-96431-26-3, com Abigail Dyer.